# Mount Horeb
Mount Horeb är en ort i Dane County, Wisconsin, USA.